# Geología de Guatemala

Mapa topográfico de Guatemala

La geología de Guatemala alude a la gran diversidad de formaciones geológicas que tiene ese país y comprende rocas divididas en dos bloques tectónicos. El Bloque Maya en el norte tiene rocas de basamento de Cratón de América del Norte ígneas y metamórficas, cubiertas por rocas metasedimentarias del Paleozoico tardío, que experimentaron deformaciones durante el Devónico. Lechos rojos, evaporitas y piedra caliza marina del Mesozoico recubren estas rocas. Un paisaje kárstico se formó en las gruesas unidades de piedra caliza en el norte del país. Durante una orogenia de colisión, estas rocas del Paleozoico y Mesozoico fueron levantadas, empujadas y dobladas como la Cordillera Central de Guatemala. Las rocas paleógenas del Cenozoico temprano incluyen rocas clásticas volcánicas y marinas, asociadas con altas tasas de erosión. 
En contraste, al sur del Valle de Motagua, las rocas subyacentes pertenecen al Bloque Chortis, la sección norte de la Placa del Caribe. Muchos geólogos han interpretado que el Bloque Chortis se ha "trasladado" hacia el este a su posición actual, con una deformación frágil del Cretácico y un levantamiento que sugiere una conexión con la orogenia Laramide que se está formando en las Montañas Rocosas al norte. 
Particularmente dentro del Cuaternario, la placa de Cocos que se separó de la placa del pacífico en el Oligoceno se ha subducido debajo de las placas del Caribe y América del Norte, produciendo una cadena de volcanes a lo largo de la costa del Pacífico de Guatemala. Las placas de América del Norte y el Caribe se mueven con desplazamiento de deslizamiento a lo largo de la Zona de falla Motagua-Polochic.
Algunos han considerado las lutitas orgánicas del Paleozoico y la arenisca de Todos Santos, con su "capa" de evaporita, como un reservorio potencial de petróleo y gas.
El Macizo de la Sierra de Santa Cruz tiene una zona de ofiolitas con harzburgita serpentina alrededor de un plutón de gabro de 2 km de espesor con diorita de cuarzo. El plutón está cubierto por una almohada de basalto, diabasa, sílex y piedra caliza. Estos a su vez están cubiertos por una capa adicional de pedernal de toba, flysch volcánico y brecha con lava de andesita y dacita .